# Tschunatundra
Die Tschunatundra (russisch Чунатундра) ist ein Bergmassiv nordwestlich des Imandra-Sees in der Oblast Murmansk in Russland.
Die höchste Erhebung bildet der Berg Ebrutschorr mit 1115 m. Die Tschunatundra liegt zum Teil im Lappland-Biosphärenreservat.
Die Abhänge der Berge sind mit Waldvegetation bedeckt. Die Gipfel sind flach und steinig. Zu den höchsten Gipfeln gehören: Kamlagtschorr (1064 m), Ylltschorr (940 m), Seidnottschorr (806 m), Kerktschorr (886 m) sowie Ruapnjun (685 m). An der Westseite des Massivs fließt der Fluss Tschuna. Am Fuß der Berge liegen eine Reihe von Seen, die größten davon sind: Tschunosero, Seidjawr, Wite, Mjaskoje, Tschinglsjawr, Tuijapjawr und Jeljawr. Im Nordosten grenzt die Tschunatundra an das Bergmassiv Montschetundra.